# Duomo de Mortegliano
El duomo de Mortegliano (del italiano: Duomo di Mortegliano) es la iglesia principal de Mortegliano (Provincia de Udine), una catedral arciprestal ((no tiene reconocimiento litúrgico como tal) dedicada a San Pedro y San Pablo. Se construyó entre 1864 y 1955, en estilo neogótico, siendo su principal arquitecto Andrea Scala.
En su interior conserva el famoso altar de Giovanni Martini. Concluido en 1526, y pagado con 1.180 ducados a su autor, es considerada la obra maestra de la madera en el Friul. Unas sesenta estatuas, dispuestas en 4 plantas superpuestas, representan historias de la Virgen: la Piedad, la Dormición de la Virgen, la Asunción y la Coronación. En los extremos de los niveles están los santos y doctores de la Iglesia. Martini, en esta obra, abandonó la estructura tradicional de los altares de madera, en la que las estatuas eran colocadas en nichos, para adoptar una estructura en plantas, cada una de las cuales constituye un espacio en el que los personajes representan una escena completa de la vida de María. El altar de Mortegliano marca la superación definitiva del estilo gótico, y la entrada de la escultura friulana de madera en el Renacimiento.
La catedral tiene el campanile más alto de Italia, con 113,201m, erigido entre 1957 y 1959 por el arquitecto Pietro Zanini totalmente en hormigón armado.